# 음성군의 향토문화유적
음성군의 향토문화유적은 다음 각 호에 해당하는 것을 말한다.
1. 「문화재보호법」, 및 「충청북도 문화재 보호 조례」규정에 의거 지정되지 아니한 것으로서 향토문화의 역사상, 예술상, 학술상 가치가 있는 것과 이에 준하는 자료
2. 향후 문화재로서 보존가치가 있을 것으로 기대되는 유적
3. 향토문화·토속·풍속을 연구하는데 필요한 자료

## 지정 목록
| 번호 | 그림 | 명칭                                            | 소재지                          | 소유자 (관리자)              | 지정·해제일자         | 비고 |
| ---- | ---- | ----------------------------------------------- | ------------------------------- | ---------------------------- | --------------------- | ---- |
| 1호  |      | 지천서원 (知川書院)                             | 음성군 생극면 팔성리 167        | 경주김씨 종중                | 2001년 12월 7일 지정  |      |
| 2호  |      | 충용사 (忠龍祠)                                 | 음성군 음성읍 용산리 14-3       | 음성유림                     | 2001년 12월 7일 지정  |      |
| 3호  |      | 본성리미륵불 (本城里彌勒佛)                     | 음성군 맹동면 본성리 417        | 음성군                       | 2001년 12월 7일 지정  |      |
| 4호  |      | 양덕리동리장승                                  | 음성군 삼성면 양덕리 610-1      | 음성군                       | 2001년 12월 7일 지정  |      |
| 5호  |      | 오향리선돌                                      | 음성군 감곡면 오향리 1075       | 음성군                       | 2001년 12월 7일 지정  |      |
| 6호  |      | 양덕리고인돌                                    | 음성군 삼성면 양덕리 27-1       | 음성군                       | 2001년 12월 7일 지정  |      |
| 7호  |      | 가섭사석가여래좌상 (陰城 迦葉寺 釋迦妊來坐像)   | 음성군 음성읍 용산리 1-1        | 가섭사                       | 2001년 12월 7일 지정  |      |
| 8호  |      | 후미리석탑 (厚美里石塔)                         | 음성군 소이면 후미리 1064       | 음성군                       | 2001년 12월 7일 지정  |      |
| 9호  |      | 경호정 (景湖亭)                                 | 음성군 음성읍 읍내리 817-2      | 음성군                       | 2001년 12월 7일 지정  |      |
| 10호 |      | 김순효자문 (金橓孝子門)                         | 음성군 맹동면 통동리 산 39      | 경주김씨 종중                | 2001년 12월 7일 지정  |      |
| 11호 |      | 김창식효자문                                    | 음성군 원남면 주봉리 250-2      | 경주김씨 종중                | 2001년 12월 7일 지정  |      |
| 12호 |      | 박순사당 (朴添祠堂)                             | 음성군 대소면 오류리 226-6      | 음성박씨 종중                | 2002년 5월 18일 지정  |      |
| 13호 |      | 권길충신문 및 묘소 (權吉忠臣門)                 | 음성군 소이면 갑산리 458        | 안동권씨 종중                | 2002년 5월 18일 지정  |      |
| 14호 |      | 이구령충신문 (李龜齡忠臣門)                     | 음성군 생극면 차평리 583-3      | 성주이씨 종중                | 2002년 5월 18일 지정  |      |
| 15호 |      | 칠원윤문효열각                                  | 음성군 감곡면 문촌리 758        | 칠원윤씨 종중                | 2002년 5월 18일 지정  |      |
| 16호 |      | 옥산사 (玉山祠)                                 | 음성군 감곡면 문촌리 753        | 전주이씨 종회                | 2003년 4월 24일 지정  |      |
| 17호 |      | 권제부조묘                                      | 음성군 소이면 갑산리 312-3      | 안동권씨 종중                | 2003년 4월 24일 지정  |      |
| 18호 |      | 남충장공충신문                                  | 음성군 원남면 상노리 323-7      | 의령남씨 종중                | 2003년 4월 24일 지정  |      |
| 19호 |      | 도장사 (道莊祠)                                 | 음성군 금왕읍 도청리 124        | 초계정씨 종중                | 2004년 8월 9일 지정   |      |
| 20호 |      | 강당말강당                                      | 음성군 음성읍 사정리 316        | 사정리마을회                 | 2004년 8월 9일 지정   |      |
| 21호 |      | 장충범충신문 및 신도비 (張忠範忠臣門 및 神道碑) | 음성군 음성읍 삼생리 산92       | 단양장씨 종중                | 2006년 11월 14일 지정 |      |
| 22호 |      | 충정사 (조인옥부조묘)                           | 음성군 금왕읍 유촌리 산28-3     | 용계리오룡골마을회           | 2007년 6월 5일 지정   |      |
| 23호 |      | 용계리 오룡골산신각                             | 음성군 금왕읍 용계리 산58       | 용계리오룡골마을회           | 2013년 12월 31일 지정 |      |
| 24호 |      | 정국량 효자각 (鄭國樑孝子門)                    | 음성군 감곡면 상평리 354        | 초계정씨 종중                | 2013년 12월 31일 지정 |      |
| 25호 |      | 이광하 효자각 (李光夏孝子門)                    | 음성군 금왕읍 행제리 279        | 우봉이씨 참의공파 음성군종회 | 2015년 11월 25일 지정 |      |
| 26호 |      | 성주이씨 열녀각                                 | 음성군 생극면 차평리 525-5      | 경주김씨 판관공파 종중       | 2016년 12월 26일 지정 |      |
| 27호 |      | 평곡리 석조보살입상 (平谷里石造菩薩立像)        | 음성군 음성읍 평곡리 383-1      | 음성군                       | 2016년 12월 26일 지정 |      |
| 28호 |      | 민동량 효자각 (閔東亮孝子門)                    | 음성군 금왕읍 신평리 산53       | 여흥민씨 종중                | 2016년 12월 26일 지정 |      |
| 29호 |      | 쌍정리 삼층석탑 (雙呈里 三層石塔)               | 음성군 맹동면 쌍정3리 509-3번지 | 국유 (음성군)                | 2019년 8월 16일 지정  |      |
| 30호 |      | 단양장씨 효열각 (丹陽張氏 孝烈閣)               | 음성군 읍성읍 삼생리 산92번지   | 단양장씨 종중                | 2019년 8월 16일 지정  | []   |

## 참고 문헌
- 음성군 홈페이지 - 고시/공고
- 음성군 군보
- 음성군 향토문화재